# Газарьян, Юрий Сергеевич
Юрий Сергеевич Газарьян (6 января 1935, Баку, Азербайджанская ССР — 3 февраля 2017, Жуковский, Московская область, Российская Федерация) — советский и российский тренер по настольному теннису, заслуженный тренер СССР.

## Биография
Родился в семье инженеров — Сергея Ивановича и Людмилы Ивановны (сестра писателя Сергея Довлатова). Окончил Азербайджанский Краснознаменный Индустриальный Институт (АКИИ) им. М. Азизбекова. Был чемпионом института по настольному теннису. Побеждал на первенствах Баку и Азербайджанской ССР.
Тренерскую карьеру начал в родном институте в 1952 г. В 1958—1968 гг. — тренер республиканского совета ДСО «Локомотив» (Баку), с 1968 г. — главный тренер республиканского совета ДСО «Динамо» (Ереван).
С 1972 по 1978 г. был старшим тренером сборной СССР по настольному теннису. Подготовил более 90 мастеров спорта СССР и России. Среди них: Николай Новиков, трёхкратный чемпион СССР в личных соревнованиях, первый мастер спорта международного класса по настольному теннису, Валентина Попова, абсолютная чемпионка Европы (1984), неоднократная чемпионка Советского Союза; Татьяна Васильева, чемпионка СССР. Входил в тренерский совет сборной страны в 1974 г., когда на чемпионате Европы женщины стали чемпионками, а мужчины завоевали бронзовые медали. Удачно подготовил команду к чемпионату мира в индийской Калькутте (1975): победа в миксте, бронза в женском одиночном разряде и в мужских парах.
Под его руководством армянские теннисисты выиграли более 20 золотых медалей личных чемпионатов СССР, а Эльмира и Наринэ Антонян по два раза становились чемпионками Европы в составе сборной команды Советского Союза. В 1983 г. представительницы Армянской ССР выиграли командный чемпионат СССР в программе Спартакиады народов СССР.
С 1994 по 2002 г. — старший тренер сборных команд Московской области, с 2002 г. — старший тренер секции настольного тенниса спорткомплекса «Метеор» (г. Жуковский Московской области).

## Награды и звания
Заслуженный тренер СССР. Заслуженный тренер Азербайджанской ССР, заслуженный тренер Армянской ССР.